# Stadio Anghel Iordănescu
Lo stadio Anghel Iordănescu è un impianto sportivo di calcio che si trova a Voluntari, in Romania.

## Storia
Lo stadio è stato inaugurato nel 2012, anno da cui ospita le partite casalinghe del Voluntari. La capienza è di 4 518 persone. Lo stadio è intitolato al noto allenatore rumeno Anghel Iordănescu.